# 85e division d'infanterie (États-Unis)
Pour les articles homonymes, voir 85e division d'infanterie.
La 85e division d'infanterie (85th Infantry Division) est une division de l'US Army créée à l'occasion des deux guerres mondiales et active jusqu'en 2007. Son surnom (Custer) vient du général George Armstrong Custer.

## Première Guerre mondiale
Elle apparaît la première fois le 25 août 1917 dans le camp Custer, au Michigan, dans le contexte de la Première Guerre mondiale. Après une période d'entraînement d'un an, elle est envoyée combattre en Europe à l'été 1918 mais elle sert comme unité de dépôt et n'est pas engagée sur le front. Toutefois, elle participe au soutien des Armées blanches lors de la guerre civile russe et certaines de ses unités prennent part à la Polar Bear Expedition qui débarque à Arkhangelsk. Elle est finalement démobilisée en 1919.

### Composition
- 169e brigade d'infanterie
  - 337e régiment d'infanterie
  - 338e régiment d'infanterie
  - 329e bataillon de mitrailleuses
- 170e brigade d'infanterie
  - 339e régiment d'infanterie
  - 340e régiment d'infanterie
  - 330e bataillon de mitrailleuses
- 160e brigade d'artillerie de campagne
  - 328e régiment d'artillerie de campagne (75 mm)
  - 329e régiment d'artillerie de campagne (75 mm)
  - 330e régiment d'artillerie de campagne (155 mm)
  - 310e batterie de mortiers de tranchées
- 328e bataillon de mitrailleuses
- 310e régiment du génie
- 310e bataillon de transmission de compagne

## Seconde Guerre mondiale
Le 15 mai 1942, la division est réactivée à l'occasion de la Seconde Guerre mondiale. Elle arrive à Casablanca le 2 janvier 1944 où elle parfait son entraînement avant d'être transférée en Italie et plus précisément à Naples le 27 mars. Son 339e régiment d'infanterie est le premier à voir le combat puisqu'il est attaché à la 88e division d'infanterie. Le reste de la division, incorporé à la 5e armée, est positionné en face de la ligne Gustave à partir du 10 avril, menant d'abord des opérations défensives. Elle lance son offensive le 11 mai, nettoyant notamment la péninsule de Gaète. Elle contribue à ouvrir la voie permettant de faire la jonction avec les forces alliées présentes à Anzio. Elle continue ensuite sa progression, entrant dans Rome le 5 juin, une journée après sa libération, allant jusqu'à Viterbe le 10 juin. Elle est alors envoyée vers l'arrière pour se réorganiser puis prend part à l'offensive contre la ligne Gothique au mois d'août, faisant face à une forte résistance allemande. En 1945, elle participe à offensive finale en Italie, attaquant au sud-ouest de Bologne le 14 avril et avançant vers Lucques et Pistoie dans la vallée du Pô. Le Panaro est franchi le 23 avril et le Pô le jour suivant. Elle continue de balayer les derniers îlots de résistance allemande avant la reddition générale des troupes allemandes en Italie le 2 mai 1945, quelques jours avant la fin de la guerre en Europe.
Brièvement démobilisée en 1945, elle renaît l'année suivante et est transformée en division d'entraînement en 1959 jusqu'en 2007, sous le nom de 85e division d'infanterie d'entraînement (85th Infantry Division (Training)). 

## Liens web
- (en) Site officiel
- (en) « Histoire de la division » (consulté le 7 mai 2016)
- (en) « Chronique des combats de la division » (consulté le 7 mai 2016)